# Arne Nævra

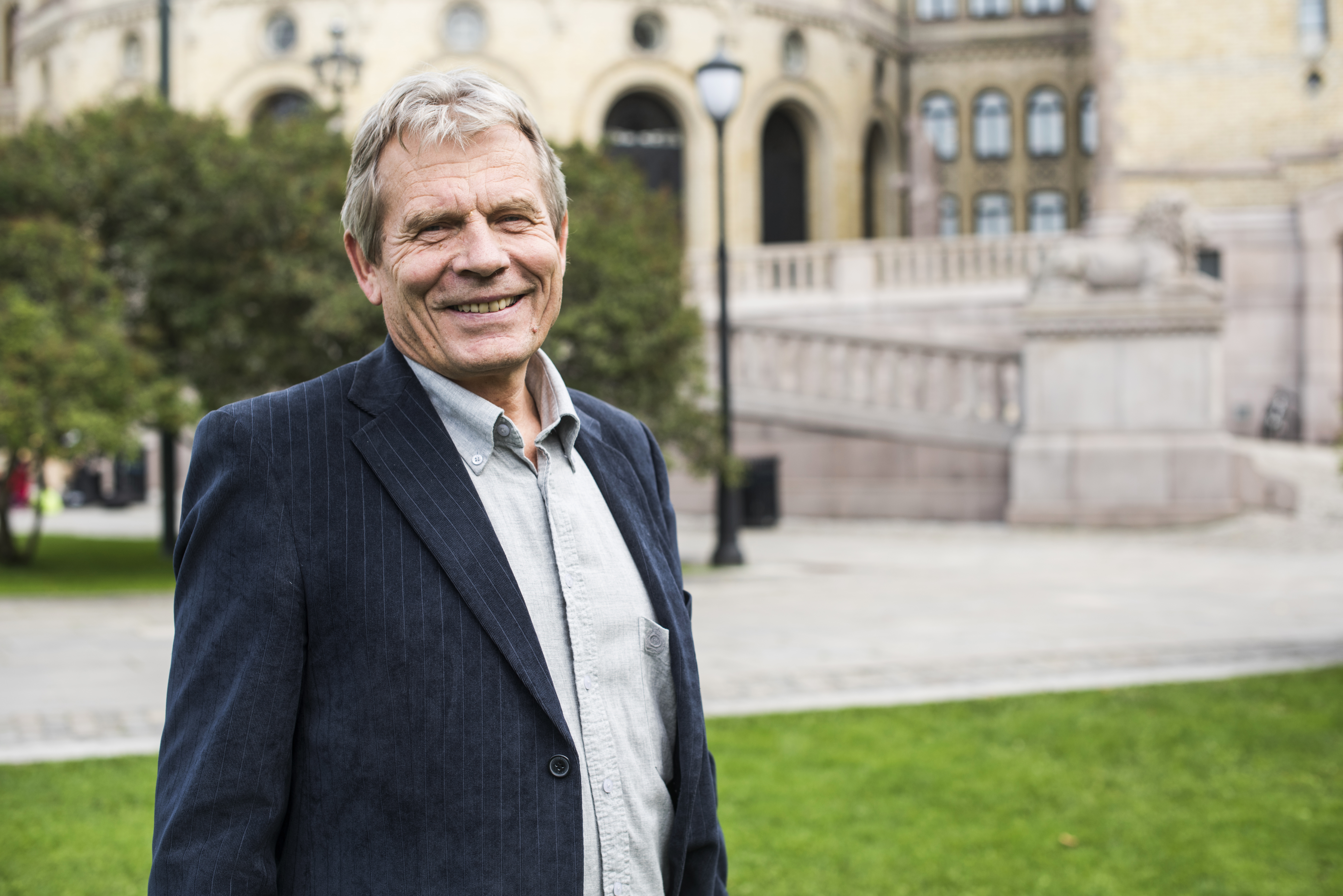
Arne Nævra, 2017

Arne Nævra (* 7. Dezember 1953 in Øvre Eiker) ist ein norwegischer Naturfotograf und Politiker der Sosialistisk Venstreparti (SV). Von 2017 bis 2021 war er Abgeordneter im Storting.

## Leben
Nach dem Abschluss des Gymnasiums begann er im Jahr 1974 ein Studium der Ökologie und Biologie an der Universität Oslo. Ab 1976 war er als Filmproduzent und Naturfotograf tätig. Dabei arbeitete er unter anderem für den norwegischen Rundfunk Norsk rikskringkasting (NRK) und die britische British Broadcasting Corporation (BBC). Zwischen 1979 und 1983 saß er im Fylkesting der damaligen Provinz Buskerud. Für die wöchentliche NRK-Sendung Ut i naturen (deutsch: Draußen in der Natur) produzierte er ab 1992 Beiträge. Ab 1997 veröffentlichte er mehrere Bücher, von 2009 bis 2011 stand er der norwegischen Naturfilmvereinigung Norsk naturfilmforening vor. Für seine Arbeit erhielt er im Jahr 2013 den Ehrenpreis der Naturorganisation Norsk Friluftsliv.
Nævra zog bei der Parlamentswahl 2017 erstmals in das norwegische Nationalparlament Storting ein. Dort vertrat er den Wahlkreis Buskerud und er wurde Mitglied im Transport- und Kommunikationsausschuss. Im Juni 2020 gab er bekannt, bei der Stortingswahl 2021 nicht erneut für einen Sitz im Parlament kandidieren zu wollen. In der Folge schied er im Herbst 2021 aus dem Storting aus.

## Positionen
Nævra sprach sich mehrfach für ein Verbot von Windkraftanlagen auf dem Land aus. Im Jahr 2019 scheiterte ein von ihm mitgetragener Vorschlag, ein Verbot in das Parteiprogramm der SV aufzunehmen.

## Filmografie
- 1987: Drømmen om Alta
- 1991: Natural World, (Dokumentarserie, 1 Folge)
- 1992: Ut i naturen (Dokumentarserie)
- 2004: Laponia: Land of the Midnight Sun (Dokumentarfilm)
- 2014: I Jan Baalsruds fotspor (Dokumentarfilm)
- 2015: Wild North (Dokumentarserie, 3 Folgen)
- 2017: Min natur (Dokumentarserie)